# مارسل کوهن
مارسل کوهن (انگلیسی: Marcel Cohen; ۶ فوریهٔ ۱۸۸۴ – ۵ نوامبر ۱۹۷۴) زبان‌شناس، و استاد دانشگاه اهل فرانسه بود.
وی همچنین برندهٔ جوایزی همچون لژیون دونور شده‌است.